# Faik Konica
Faik Konica (Konitsa, 15 marzo 1875 – Boston, 15 dicembre 1942) è stato uno scrittore albanese.

## Biografia
Nel 1897 fondò a Bruxelles la rivista Albania. La rivista, che presto sarebbe diventata l'organo più importante della stampa albanese di inizio secolo. Si trasferì a Londra nel 1902. Lì continuò a pubblicare la rivista fino al 1909. Fu a Londra che Konitza fece amicizia con il poeta francese Guillaume Apollinaire.
Questo periodico risultò fondamentale per gli sviluppi della letteratura albanese, perché per la prima volta scrittori gheghi, toschi e della diaspora collaborarono assieme unendo le varie voci albanesi, accomunate dallo stesso timbro etnico. Tramite queste pagine emersero e ottennero successi autori quali Fishta, Noli, Schirò.
Negli USA fondò Il sole, il giornale ufficiale della comunità albanese in America.
Konica si mise in evidenza soprattutto per l'eleganza dello stile, per la sua prosa fluida ed armoniosa, per l'originalità dei contenuti, per la sua grande cultura e conoscenza delle letterature internazionali.
Tra le sue opere più importanti, menzioniamo All'ombra delle palme (1899), Come mi apparve l'Albania (1929).